# Родня (село)
Родня (рос. Родня) — присілок в Старицькому районі Тверської області Російської Федерації.
Населення становить 247 осіб. Входить до складу муніципального утворення Ново-Ямське сільське поселення.

## Історія
Від 2005 року входить до складу муніципального утворення Ново-Ямське сільське поселення. Раніше населений пункт належав до Роднинського сільського округу.

## Населення
| 1859 | 1897 | 1992 | 2002 | 2008 | 2010 |
| ---- | ---- | ---- | ---- | ---- | ---- |
| 486  | ↗676 | ↘471 | ↘217 | ↗242 | ↗247 |